# Эранделл, Питер
Пи́тер Эра́нделл (англ. Peter Arundell; 8 ноября 1933, Илфорд — 16 июня 2009, Кингс-Линн) — британский автогонщик, пилот Формулы-1 (1963—1964, 1966), выступавший за команду Lotus.

## Биография
Питер Эранделл родился 8 ноября 1933 года в Илфорде (графство Эссекс). Первые шаги в автоспорте Питер сделал в возрасте 21 года. Тогда его автомобилем был MG TC. Закончив службу в ВВС Великобритании, Эранделл стал профессиональным гонщиком. Он выступал на машинах Lotus, Lola, Elva.
В 1960 глава заводской команды Lotus Колин Чепмэн взял Эранделла в молодёжный состав Lotus. Питер Эранделл выступал в британской Formula Junior в течение четырёх лет (1960-1963). Он стал чемпионом серии в 1962. В 1963 Питер принял участие в ряде внезачётных гонок Формулы-1. Эранделл был заявлен на Гран-при Франции 1963 года, но вместо этого участвовал в гонке Formula Junior.
Полноценный дебют Питера Эранделла в Формуле-1 состоялся в 1964. Пилот отлично начал сезон, заняв 3 место в первых двух Гран-при - Монако и Нидерландов. В Гран-при Франции Эранделл занял четвёртое место. Также Питер нередко бывал на подиуме во внезачётных гонках и в Формуле-2. Однако в гонке в Реймс-Гу Эранделл столкнулся с Ричи Гинтером, был выброшен из машины и получил множественные переломы. Из-за этого он пропустил весь остаток сезона-1964 Формулы-1. Эранделл занял в Чемпионате пилотов 8-е место, с 11 очками.
Питер Эранделл пропустил весь сезон-1965 Формулы-1. Его восстановление шло медленно, но Колин Чепмэн пообещал Эранделлу место в команде, как только гонщик вернётся в строй. В 1966 Питер Эранделл занял третье место во внезачётном Гран-при ЮАР. Однако в официальных Гран-при Питер набрал только 1 очко за 6 место в Гран-при США и занял 17 место в Чемпионате пилотов. По окончании сезона Эранделл покинул Lotus и ушёл из Формулы-1, а в 1969 окончательно ушёл из автоспорта.
Питер Эранделл умер 16 июня 2009 в Линне (графство Норфолк).

## Таблица результатов в Формуле-1
| Легенда к таблице |                                                                    |
| --- | ------------------------------------------------------------------ |
| В таблице перечислены результаты всех Гран-при Формулы-1, в которых принимал участие гонщик. Строками таблицы являются сезоны, столбцами — этапы чемпионата мира. В каждой клетке указаны сокращённое название этапа и результат, дополнительно обозначенный цветом. Расшифровка обозначений и цветов представлена в нижеследующей таблице. |                                                                    |
| \| Пример \| Описание \| \| ------------ \| ------------------------------------------------------------------ \| \| 1 \| Победитель \| \| 2 \| Второе место \| \| 3 \| Третье место \| \| 5 \| Финишировал, заработав очки \| \| Сход \| Не финишировал, но при этом заработал очки \| \| 12 \| Финишировал, не получив очков \| \| НКЛ \| Финишировал, но не попал в финальную классификацию \| \| 15 \| Участвовал вне зачёта, либо по отдельной классификации \| \| 18 \| Не финишировал, но попал в финальную классификацию \| \| Сход \| Не финишировал \| \| НКВ \| Не прошёл квалификацию \| \| НПКВ \| Не прошёл предквалификацию \| \| ДСК \| Дисквалифицирован \| \| ИСК \| Исключён из протокола соревнований \| \| ТТ \| Заявлен для участия только в тренировках \| \| НС \| Участвовал в квалификации, но не стартовал в гонке \| \| Т \| Травмирован или болен \| \| ОТК \| Отказ от участия \| \| НТР \| Прибыл на соревнования, но на трассу не выезжал \| \| НПР \| Был заявлен в числе участников, но не прибыл к началу соревнований \| \| О \| Соревнования отменены \| \| \| Не участвовал \| \| Поул-позиция \| \| \| Быстрый круг \| \| |                                                                    |
| Пример | Описание                                                           |
| 1 | Победитель                                                         |
| 2 | Второе место                                                       |
| 3 | Третье место                                                       |
| 5 | Финишировал, заработав очки                                        |
| Сход | Не финишировал, но при этом заработал очки                         |
| 12 | Финишировал, не получив очков                                      |
| НКЛ | Финишировал, но не попал в финальную классификацию                 |
| 15 | Участвовал вне зачёта, либо по отдельной классификации             |
| 18 | Не финишировал, но попал в финальную классификацию                 |
| Сход | Не финишировал                                                     |
| НКВ | Не прошёл квалификацию                                             |
| НПКВ | Не прошёл предквалификацию                                         |
| ДСК | Дисквалифицирован                                                  |
| ИСК | Исключён из протокола соревнований                                 |
| ТТ | Заявлен для участия только в тренировках                           |
| НС | Участвовал в квалификации, но не стартовал в гонке                 |
| Т | Травмирован или болен                                              |
| ОТК | Отказ от участия                                                   |
| НТР | Прибыл на соревнования, но на трассу не выезжал                    |
| НПР | Был заявлен в числе участников, но не прибыл к началу соревнований |
| О | Соревнования отменены                                              |
| | Не участвовал                                                      |
| Поул-позиция |                                                                    |
| Быстрый круг |                                                                    |

| Сезон | Команда    | Шасси    | Двигатель                   | Ш | 1     | 2      | 3        | 4        | 5        | 6      | 7     | 8      | 9     | 10  | Место | Очки |
| ----- | ---------- | -------- | --------------------------- | - | ----- | ------ | -------- | -------- | -------- | ------ | ----- | ------ | ----- | --- | ----- | ---- |
| 1963  | Team Lotus | Lotus 25 | Coventry Climax FWMV 1,5 V8 | D | МОН   | БЕЛ    | НИД      | ФРА НС   | ВЕЛ      | ГЕР    | ИТА   | США    | МЕК   | ЮАР | —     | 0    |
| 1964  | Team Lotus | Lotus 25 | Coventry Climax FWMV 1,5 V8 | D | МОН 3 | НИД 3  | БЕЛ 9    | ФРА 4    | ВЕЛ      | ГЕР    | АВТ   | ИТА    | США   | МЕК | 8     | 11   |
| 1966  | Team Lotus | Lotus 43 | BRM P75 3,0 H16             | F | МОН   | БЕЛ НС | ФРА Сход |          |          |        |       | США НС |       |     | 17    | 1    |
| 1966  | Team Lotus | Lotus 33 | BRM P56 2,0 V8              | F |       |        |          | ВЕЛ Сход | НИД Сход | ГЕР 12 | ИТА 8 |        | МЕК 7 |     | 17    | 1    |
| 1966  | Team Lotus | Lotus 33 | Coventry Climax FWMV 2,0 V8 | F |       |        |          | ВЕЛ НС   |          |        |       | США 6  |       |     | 17    | 1    |